# Canonsburg
Canonsburg is een plaats (borough) in de Amerikaanse staat Pennsylvania, en valt bestuurlijk gezien onder Washington County.

## Demografie
Bij de volkstelling in 2000 werd het aantal inwoners vastgesteld op 8607.
In 2006 is het aantal inwoners door het United States Census Bureau geschat op 8825, een stijging van 218 (2,5%).

## Geografie
Volgens het United States Census Bureau beslaat de plaats een oppervlakte van
6,0 km², geheel bestaande uit land. Canonsburg ligt op ongeveer 303 m boven zeeniveau.

## Plaatsen in de nabije omgeving
De onderstaande figuur toont nabijgelegen plaatsen in een straal van 12 km rond Canonsburg.

## Geboren in Canonsburg
- Perry Como (1912-2001), zanger
- Bobby Vinton (1935), zanger